# Govori z njo
Govori z njo (špansko Hable con ella) je španski dramski film iz leta 2002, ki ga je režiral in zanj napisal scenarij Pedro Almodóvar, v glavnih vlogah pa nastopajo Javier Cámara, Darío Grandinetti, Leonor Watling, Geraldine Chaplin in Rosario Flores. Zgodba prikazuje nenavadno prijateljstvo dveh moških, ki skrbita za ženski v komi.
Film je bil premierno prikazan 15. marca 2002 v španskih kinematografih, 30. aprila pa na Filmskem festivalu Telluride. Izkazal se je za finančno uspešnega in je naletel tudi na dobre ocene kritikov. Osvojil je evropsko filmsko nagrado za najboljši film, nagradi BAFTA in zlati globus za najboljši neangleški oziroma tujejezični film ter oskarja za najboljši izvirni scenarij. Velja za enega najboljši filmov 2000. let.

## Vloge
- Javier Cámara kot Benigno Martín
- Darío Grandinetti kot Marco Zuluaga
- Leonor Watling kot Alicia Roncero
- Rosario Flores kot Lydia González
- Mariola Fuentes kot Rosa
- Geraldine Chaplin kot Katerina Bilova
- Pina Bausch kot plesalka v Café Müller[3]
- Malou Airaudo kot plesalec v 'Café Müller'
- Caetano Veloso kot pevec na zabavi
- Roberto Álvarez kot zdravnik
- Elena Anaya kot Ángela
- Lola Dueñas kot Matilde
- Adolfo Fernández kot Niño de Valencia
- Ana Fernández kot Lydiina sestra
- Chus Lampreave kot hišnica
- Paz Vega kot Amparo (v nemem filmu)
- Cecilia Roth kot gost na zabavi (cameo)
- Marisa Paredes kot gost na zabavi (cameo)